# Sutren-Säule des Ksitigarbha-Tempels
Die Sutren-Steinsäule des Ksitigarbha-Tempels (chinesisch 地藏寺经幢, Pinyin Dìzàng sì jīngchuáng, englisch Sutra Pillar of the Ksitigarbha Temple / Dali Sutra Pillar) ist eine pagodenähnliche Sandsteinsäule im Säulenpark (Guchuang gongyuan) auf der Tuodong-Straße von Kunming, Provinz Yunnan, China.
Es handelt sich bei den Inschriften überwiegend um buddhistische Sutras aus dem Königreich Dali, ein historisches Königreich der Bai auf dem Gebiet der heutigen Provinz Yunnan (937-1253) in der (chinesischen) Zeit der Song-Dynastie.
Die Säule ist achteckig und ihre sieben Etagen sind mit buddhistischen Bildnissen versehen, Statuen von wilden Wächtergottheiten stehen auf unterworfenen Dämonen. Sie ist mit Sanskrit- und chinesischen Inschriften versehen, darunter das Usnisa vijaya dharani Sutra (佛顶尊胜陀罗尼,  Foding zunsheng tuoluoni) und das Herz-Sutra (般若波罗密多心经,  Banruo boluomiduo xinjing) sowie anderen Texten.
Die 6,7 m hohe Säule steht seit 1982 auf der Liste der Denkmäler der Volksrepublik China (2-45).